# Communauté de communes Ussel-Meymac-Haute Corrèze
Die Communauté de communes Ussel-Meymac-Haute Corrèze ist ein ehemaliger französischer Gemeindeverband mit der Rechtsform einer Communauté de communes im Département Corrèze in der Region Nouvelle-Aquitaine. Sie wurde am 4. Dezember 2003 gegründet und umfasste 19 Gemeinden. Der Verwaltungssitz befand sich im Ort Ussel.

## Historische Entwicklung
Mit Wirkung vom 1. Januar 2017 fusionierte der Gemeindeverband mit
- Communauté de communes du Pays d’Eygurande,
- Communauté de communes des Sources de la Creuse,
- Communauté de communes des Gorges de la Haute Dordogne sowie
- Communauté de communes Val et Plateaux Bortois

und bildete so die Nachfolgeorganisation Haute-Corrèze Communauté.

## Ehemalige Mitgliedsgemeinden
1. Alleyrat
2. Ambrugeat
3. Chaveroche
4. Combressol
5. Courteix
6. Davignac
7. Lignareix
8. Maussac
9. Mestes
10. Meymac
11. Saint-Angel
12. Saint-Étienne-aux-Clos
13. Saint-Exupéry-les-Roches
14. Saint-Fréjoux
15. Saint-Pardoux-le-Vieux
16. Saint-Rémy
17. Saint-Sulpice-les-Bois
18. Ussel
19. Valiergues